# Cteniza sauvagesi
Cteniza sauvagesi là một loài nhện trong họ Ctenizidae.
Loài này thuộc chi Cteniza. Cteniza sauvagesi được miêu tả năm 1788 bởi Pietro Rossi.